# Gramática da língua francesa
Esta página contém alguns caracteres especiais e é possível que a impressão não corresponda ao artigo original.
A gramática do francês é o conjunto de regras gramaticais da língua francesa. Em vários aspetos é semelhante às gramáticas das outras línguas românicas.
O francês é uma língua moderadamente flexionada. Os substantivos e a maioria dos pronomes são flexionados segundo número (singular ou plural); adjetivos, segundo o número e o gênero (masculino ou feminino) dos substantivos modificados por eles; pronomes pessoais, segundo pessoa, número, gênero e caso; e verbos, segundo modo, tempo e segundo a pessoa e o número do sujeito. Indica-se o caso principalmente por meio da ordem das palavras e de preposições. Algumas feições verbais são indicadas por meio de verbos auxiliares.

## Verbos
Em francês, tal como em português, o verbo é o elemento dominante na maior parte das sentenças, embora seja possível haver sentenças sem verbo. Conjugam-se os verbos para que reflitam as seguintes informações:
- modo (indicativo, imperativo, subjuntivo, condicional1, infinitivo, particípio e gerúndio²);
- tempo (presente, pretérito³, imperfeito³, futuro e condicional1, mas nem todos os tempos podem se combinar com todos os modos);
- aspecto (perfeito² ou não);
- voz (ativa, passiva² ou reflexiva²).

1. Usado de certas formas, o modo condicional atua como se fosse um tempo do modo indicativo; noutros casos, inclusive o uso que lhe justifica o nome, ele atua como um modo distinto. O condicional às vezes é chamado de futuro do pretérito.
2. A forma nominal gerúndio, o aspecto perfeito, a voz passiva e a voz reflexiva não são formas verbais sintéticas (expressas pelo uso de uma só palavra). É preciso expressá-los de forma analítica, pela combinação de mais de uma palavra.
3. O pretérito às vezes é chamado de pretérito perfeito ou de pretérito simples (tradução direta do francês, passé simple), enquanto que o imperfeito às vezes é chamado de pretérito imperfeito.

Verbos em um dos modos finitos (indicativo, imperativo, subjuntivo, e condicional) são conjugados para estar em concordância com o sujeito em pessoa (primeira, segunda ou terceira) e em número (singular ou plural). Diferente do português, nunca pode haver sujeito elíptico, exceto no modo imperativo. Noutras palavras, o sujeito deve sempre estar explícito ou referenciado por um pronome.
Também diferente do português, o qual forma tempos compostos sempre com o verbo haver (ou com o mesmo sentido, em linguagem informal, ter), em francês, alguns verbos se conjugam com être (ser; estar) enquanto outros, com avoir (haver; ter). No total, os verbos têm sete tempos simples (presente do indicativo, imperfeito do indicativo, pretérito do indicativo, futuro do indicativo, presente do condicional, presente do subjuntivo e imperfeito do subjuntivo) e sete tempos compostos (as formas perfeitas de cada tempo simples). O pretérito do indicativo, o imperfeito do subjuntivo e seus respectivos compostos, contudo, são raramente usados no francês moderno.
Adicionalmente, o modo imperativo deriva sua conjugação normalmente do presente do subjuntivo, como também ocorre em português.

### Categorias principais
Existem três categorias verbais principais: os verbos que terminam em -er, -ir e ir-oir-re.
Os verbos franceses são comumente conjugados em cinco tempos simples e cinco tempos compostos. São também conjugados nos tempos "literários" ou "históricos", cada um dos quais tem um tempo comum equivalente. Estes tempos literários são utilizados com freqüência em literatura e em história. Existem dois tempos literários simples e três tempos literários compostos.
Os tempos comuns simples são: o presente (le présent), o pretérito imperfeito (l'imparfait), o futuro (le futur), o subjuntivo (le subjonctif) e o condicional (le conditionnel).
Os tempos comuns compostos são: o pretérito perfeito (le passé composé), o mais-que-perfeito (le plus-que-parfait), o futuro perfeito (le futur antérieur), o imperfeito subjuntivo (le subjonctif passé) e o passado condicional (le conditionnel passé).
O pretérito perfeito é o tempo comummente usado para descrever acções que foram começadas e concluídas no passado. O imperfeito é o tempo utilizado para descrever acções que se prolongaram no passado ou para descrever acções habituais ou repetitivas. Os subjuntivos, presente e passado, são utilizados para exprimir dúvida, emoções, possibilidades e acontecimentos que poderão ocorrer ou não.
Os tempos literários simples são o passado simples ou passado histórico (le passé simple), substituído na linguagem vulgar pelo pretérito perfeito, e o imperfeito subjuntivo (l'imparfait du subjonctif), substituído em linguagem corrente pelo presente subjuntivo.
Os tempos literários compostos são o passado anterior (le passé antérieur), usualmente substituído pelo mais-que-perfeito; o mais-que-perfeito subjuntivo (le plus-que-parfait du subjonctif), geralmente substituído pelo passado subjuntivo; e uma segunda forma do passado condicional.
Dos tempos literários, só o passado histórico tende a ser ainda utilizado. Se bem que as distinções gramaticais se tivessem perdido quando os tempos literários caíram em desuso, elas não eram suficientemente importantes para que isso tivesse gerado confusão.
Além destes tempos, existe um imperativo, um particípio e o infinitivo. Todos eles podem ser flexionados para tempo (presente e passado), embora o imperativo passado seja bastante raro.

### Verbos auxiliares
Em francês, todos os tempos compostos são formados com um verbo auxiliar (ou être, "ser", ou avoir, "ter").  A maioria dos verbos usa avoir como verbo auxiliar. As excepções são dezesseis verbos comuns de movimento e todos os verbos reflexivos.
A distinção entre os dois verbos auxiliares é importante para a formação correcta dos tempos compostos e é também essencial para a concordância do particípio passado.
Verbos de movimento que usam être nos tempos compostos: devenir, revenir, monter, rester, sortir, venir, arriver, naître, descendre, entrer, retourner, tomber, rentrer, aller, mourir, partir, passer.

### O particípio passado
O particípio passado é usado em francês quer como adjetivo, quer para formar todos os tempos compostos da língua. Quando é usado como adjetivo, segue todas as regras de concordância normais na língua, mas quando é usado em tempos compostos, segue regras de concordância especiais.
Os verbos terminados em -er formam o particípio mudando a terminação -er para -é; os verbos em -ir formam-no mudando -ir para -i, e verbos -re mudam para -u. Assim, o particípio passado de parler, "falar", é parlé; para finir, "acabar", fini, e para vendre, "vender", vendu.
As regras de concordância para os particípios passados diferem para os verbos-avoir e os verbos-être (veja "Verbos auxiliares para os tempos compostos"). Para os verbos-avoir, o particípio passado não concorda com o sujeito, salvo se o objeto direto vier antes do verbo, seja sob a forma de um pronome, seja numa cláusula relativa usando que.
Para os dezesseis verbos-être comuns, o particípio passado concorda sempre com o sujeito. Para os verbos reflexivos, o particípio passado concorda com o sujeito, salvo se existir um objeto direto ao verbo reflexivo.

## Substantivos

### Gênero
Todo substantivo francês tem um gênero gramatical, ou masculino, ou feminino, assim como em português. O gênero gramatical de um substantivo que se refere a um ser humano ou a um animal mamífero geralmente reflete o sexo real do referente. Para tais substantivos, frequentemente haverá uma forma para cada gênero. A escolha da palavra certa depende do sexo da pessoa de que ela trata; por exemplo, um cantor homem é chanteur, enquanto que uma cantora mulher é chanteuse. Nalguns casos, não se pode ver a diferença entre os dois gêneros no próprio substantivo, e é para as palavras ao redor que se deve olhar (devido à concordância de gênero; confira abaixo); um homem católico é un Catholique, enquanto que uma mulher católica é une Catholique. Todavia, há alguns substantivos que retêm seu gênero gramatical independente do sexo real, também como em português; personne ("pessoa") é sempre feminino, enquanto que (pelo menos no francês "padrão") professeur ("professor") é sempre masculino (exceto no Quebec, onde professeure é usado para o feminino). Porém, para o francês moderno, a palavra invariável professeur pode ser aplicado a ambos os gêneros, variando conforme o sexo do referente, à semelhança da palavra portuguesa personagem, que antes era sempre feminina, mas cujo uso com os dois gêneros já se estabeleceu no português moderno.
Não se pode prever perfeitamente o gênero de um substantivo através de sua forma, mas há certas tendências. Delas a mais geral é a de que substantivos terminados em -e tendem a ser femininos, enquanto que o resto tende a ser masculino, mas há muitas exceções. Uma tendência mais consistente é a de que algumas terminações, tais como -sion e -tion, ocorrem quase exclusivamente com substantivos femininos, enquanto que outras, tais como -eau, ocorrem quase exclusivamente com os masculinos. Todavia, há casos em que a forma sugere o masculino, embora seja feminino (por exemplo, souris, "camundongo"), ou com menor frequência o inverso (por exemplo, squelette, "esqueleto").
Um pequeno número de substantivos pode ser empregado no masculino ou no feminino sem mudar de significado (por exemplo après-midi, "s.m. pós-meio-dia" ou "s.f. tarde"). É comum que um gênero tenha preferência sobre o outro. Alguns substantivos (muito raros) mudam de gênero conforme o jeito de que são usados: as palavras amour ("amor") e délice ("delícia; prazer") são masculinos no singular (le bon amour, "o bom amor") e femininos no plural (les bonnes amours, literalmente "as boas amores"); a palavra orgue ("órgão") é masculina, mas quando usada enfaticamente no plural para se referir ao órgão de uma igreja, torna-se feminina (les bonnes orgues, literalmente "as boas órgãos"); o substantivo coletivo gens ("gente") muda de gênero de um jeito fora do comum, dependendo dos adjetivos que o acompanham.

### Número
Assim como em português, flexionam-se os substantivos segundo seu número. O plural se forma normalmente a partir do singular ao se adicionar o sufixo -s, ou às vezes -x. Porém, já que não se costuma pronunciar as consoantes finais em francês, ao se adicionar -s ou -x a pronúncia não costuma mudar, então o singular e o plural da maioria dos substantivos são pronunciados da mesma maneira. Além disso, aqueles cujo singular já termina em -s (por exemplo, repas, "refeição"), -x (croix, "cruz") ou -z (nez, "nariz") nem sequer se escrevem de maneira diferente. Por outro lado, alguns substantivos têm pronúncias separadas para o singular e o plural: por exemplo, œil [œj] ("olho") vira yeux [jø], cheval [ʃə.val] ("cavalo") vira chevaux [ʃə.vo], e os ("osso" ou "ossos") tem a mesma grafia para singular e plural, mas sua pronúncia varia do jeito inverso ao que se espera — o plural é [o] (sem "S") e o singular é [ɔs] (com "S"). Para todos os substantivos, mesmo para aqueles cuja pronúncia não varia, haverá ainda assim uma distinção oral entre singular e plural, não na própria palavra, mas devido aos artigos e determinantes que a acompanham (confira abaixo).
Os substantivos se dividem entre os de massa e os discretos. Os discretos ou contáveis são os mais comuns. São aqueles que podem ser contados individualmente e são usados com a mesma frequência no singular e no plural. Os substantivos de massa, massivos ou incontáveis são difíceis de imaginar como entidades discretas bem delimitadas, por isso, não são contados individualmente, mas em porções e medidas, e são vistos com mais frequência no singular. Um exemplo de substantivo discreto é chat ("gato") que costuma aparecer em expressões como les deux chats ("os dois gatos") ou plusieurs chats ("vários gatos"), enquanto que, por exemplo, o substantivo de massa lait ("leite") costuma aparecer em expressões como un peu de lait ("um pouco de leite") ou deux verres de lait ("dois copos de leite"). Embora a maioria dos massivos esteja quase sempre no singular, há alguns no plural, como les mathématiques ("as matemáticas"). Como ilustrado por "as matemáticas", não há uma correspondência direta das classes de substantivo (de massa versus discreto) entre o português e o francês.

### Caso
Em francês, assim como em português, não se flexionam os substantivos segundo o caso. (Em ambas as línguas, apenas os pronomes pessoais sofrem declinação de casos; veja abaixo.)

## Artigos e determinantes
Artigos e determinantes concordam em gênero e número com o substantivo que modificam; e, diferente dos substantivos, essa flexão se faz tanto na fala quanto na escrita. Talvez por essa razão, sua presença é muito mais necessária em francês do que em português: isso permite que o gênero e o número dos substantivos seja refletido oralmente.
Em francês, há três tipos de artigos: definidos, indefinidos e partitivos. A diferença entre os artigos definidos e indefinidos é similar à que há em português (definidos: o, os, a, as; indefinidos: um, uns, uma, umas). O artigo partitivo é parecido com o artigo indefinido, porém, é usado para substantivos de massa.

## Adjetivos
Um adjetivo concorda em gênero e número com o substantivo que modifica. A forma padrão de um adjetivo é o masculino singular; essa é a forma de dicionário, e é a forma usada tipicamente quando o adjetivo atua como substantivo. A maioria dos adjetivos assume o feminino singular pela adição do sufixo -e, embora haja outras terminações comuns. Adjetivos terminados em -eux, por exemplo, tipicamente têm o feminino singular em -euse. Similarmente, produz-se o plural geralmente pela adição de -s, embora às vezes se adicione -x. Adjetivos terminados em -s, -x, ou -z têm o plural idêntico ao singular.
A maioria dos adjetivos, quando usados como modificadores, aparecem depois dos substantivos: le vin rouge ("o vinho vermelho"). Alguns, porém (normalmente aqueles relacionados a beleza, escala, bondade, ou idade, uma tendência resumida pelo acrônimo "BEBI"), precedem seus substantivos: une belle femme ("uma bela mulher"). Alguns dos adjetivos deste último tipo possuem duas formas masculinas distintas: uma usada antes de consoantes (a forma padrão) e uma usada antes de vogais. Por exemplo, o adjetivo beau ("belo") cede a forma un beau garçon ("um belo rapaz"), assumindo em seu lugar a forma un bel homme ("um belo homem"). Alguns adjetivos mudam de posição conforme seu significado: por exemplo, ancien significa "anterior" quando vem antes do substantivo, mas "antigo" quando vem depois. Noutro exemplo, un homme grand significa "um homem alto", un grand homme significa "um grande homem".
Muitos substantivos compostos contêm um adjetivo, tais como belle-mère ("sogra"; distinto de belle mère, "bela mãe"). Alguns deles usam uma forma arcaica do adjetivo no feminino ao qual falta o -e final e chegam até mesmo a usar uma apóstrofe em vez de um hífen, tais como grand' route ("estrada principal"; distinto de grande route, "longo caminho") e grand-mère ("avó"; distinto de grande mère, "mãe alta").

## Advérbios
Advérbios são usados para modificar adjetivos, outros advérbios, verbos e locuções. A maioria dos advérbios é derivada de um adjetivo pela adição do sufixo -ment a sua forma feminina (-ment é análogo ao sufixo português -mente), embora haja alguns derivados irregularmente e alguns que não provêm de adjetivos.
Advérbios são invariáveis, isto é, diferente de substantivos, verbos e adjetivos, eles não se flexionam de maneira nenhuma.

## Preposições
Preposições ligam duas partes relacionadas de uma sentença. Quanto à ordem das palavras, eles se situam antes de um substantivo a fim de especificar a relação entre o substantivo e o verbo, adjetivo ou outro substantivo que o precede. Algumas preposições comuns são: à (a, para, em), à côté de (ao lado de), après (após), au sujet de (sobre, quanto a), avant (antes), avec (com), chez (na casa de/no escritório de, dentre), contre (contra), dans (dentro de, em), d'après (de acordo com, conforme), de (de, sobre), depuis (desde), derrière (detrás de), devant (à frente de), durant (durante, enquanto), en (em, para), en dehors de (fora de), en face de (de frente para, face a), entre (entre), envers (na direção de), environ (cerca de), hors de (fora de), jusque (até, mesmo), loin de (longe de), malgré (apesar de), par (por, através de), parmi (entre), pendant (durante), pour (para, por), près de (perto de), quant à (quanto a, em relação a), sans (sem), selon (segundo), sous (sob), suivant (de acordo com), sur (sobre), vers (para, na direção de).

## Pronomes
Pronomes podem se flexionar segundo o caso em que são empregados (sujeito, objeto direto etc), assim como segundo a pessoa, o gênero e o número de seu referente.
Conforme já foi notado acima, o francês não aceita orações com sujeito elíptico. Portanto, os pronomes são mais preeminentes do que em português. Verbos impessoais (por exemplo, pleuvoir — chover), tomam o pronome impessoal il (análogo ao it da língua inglesa, mas sem correlato em português). Então, "ontem choveu muito", por causa da obrigatoriedade da presença de um sujeito na oração, seria em francês hier, il a beaucoup plu, literalmente "ontem ele choveu muito". Esse uso não deve ser confundido com o outro emprego de il como pronome pessoal do caso reto.
Os pronomes pessoais do caso oblíquo são todos clíticos.

## Negação
Em francês, a negação se expressa normalmente em duas partes, com a partícula de negação ne (n' antes de vogal ou de h mudo) ligada ao verbo junto com um ou mais advérbios de negação que modificam o verbo ou um de seus argumentos. A ordem usual é ne + verbo + advérbio. Quando o verbo está no infinitivo, ne + advérbio + verbo no infinitivo. Uma negação simples, um simples "não", se expressa com o advérbio pas:
- « Je les ai pris » ("Eu os peguei") → « Je ne les ai pas pris » ("Eu não os peguei")
- « Je voudrais regarder un film et m'endormir » ("Eu queria assistir a um filme e adormecer") → « Je voudrais regarder un film et ne pas m'endormir » ("Eu queria assistir um filme e não adormecer")

Outras palavras de negação são usadas em conjunto com ne para expressar negações mais complexas.
- advérbios de negação

ne … plus — "não mais"
ne … jamais — "nunca"
ne … nulle part — "em lugar nenhum"
ne … guère — "não muito, quase nada" (linguagem literária)
ne … point / aucunement / nullement — "de modo nenhum" (linguagem literária)
- pronomes negativos

ne … rien — "nada"
ne … personne — "ninguém"
- outros

(determinante) ne … aucun — "nenhum" (e também nul, linguagem literária)
(partícula restritiva) ne … que — "somente, nada além de, senão"
Exemplos:
- « Je ne sais pas. » — "Não sei."
- « Il ne fume plus. » — "Ele não fuma mais."
- « Nous n'avons vu personne. » — "Não vimos ninguém."
- « Elle n'a rien bu. » — "Ela não bebeu nada."
- « Je n'ai aucune idée. » — "Não faço nenhuma ideia."
- « Vous ne mangez que des légumes ? » — "Você não come senão legumes?"

Os advérbios de negação (e rien) vão depois de verbos finitos, mas precedem infinitivos (junto com ne):
- « Il prétend ne pas/ne jamais/ne rien fumer » — "Ele afirma não fumar/nunca fumar/nada fumar."

Além disso, é possível que rien, personne, aucun e nul sejam usados como os sujeitos da oração, o que os desloca para o início da frase (antes mesmo de ne):
- « Rien n'est certain. » — "Nada é certo."
- « Personne n'est arrivé. » — "Ninguém chegou."

Várias palavras negativas (com a exceção de pas) podem aparecer na mesma sentença, mas a sentença continua a ser interpretada como uma única negação. Quando ocorre uma palavra de negação junto com pas, surge uma negação dupla, mas esse tipo de construção é criticada.
- « Elle n'a plus jamais rien dit à personne. » — "Ela nunca mais disse nada a ninguém."
- « Elle n'avait pas vu personne.  — "Ela não havia não visto ninguém (ou seja, ela viu alguém)."

### Uso coloquial
Em francês coloquial, é comum não dizer ne quando se fala rápido, embora isso possa levantar ambiguidades com a construção ne … plus, já que plus pode significar tanto "em maior quantidade" como "não mais, nunca mais". Em final de sentença, quando plus significa "em maior quantidade", pronuncia-se o "s" final, enquanto que ele nunca se pronuncia quando significa "não mais, nunca mais". Portanto, a sentença informal Il pleuvra plus pode ser pronunciada com o "s" para significar "Choverá mais", ou sem o "s" para significar "Não choverá mais".
Em certas construções típicas de linguagem literária, ne pode expressar negação por si só (sem pas ou qualquer outra palavra negativa). Os quatro verbos que podem tomar essa construção são pouvoir ("poder"), savoir ("saber"), oser ("ousar") e cesser ("cessar").
- (padrão, ne + pas) « Je n'ai pas pu venir. » — "Não pude vir."
- (informal, somente pas) « J'ai pas pu venir. » (idem)
- (literário, somente ne) « Je n'ai pu venir. » (idem) 
 Obs.: considere-se a frase « Je ne sais quoi » — "Não sei o quê", a qual permanece viva na linguagem cotidiana apesar de sua construção ser antiquada.

### Neexpletivo
Em certos casos da linguagem formal, ne pode estar presente sem tornar a sentença negativa. O ne nessas circunstências é conhecido como ne expletivo:
« J'ai peur que cela ne se reproduise. » — "Tenho medo de que isso aconteça de novo."
« Il est arrivé avant que nous n'ayons commencé. » — "Ele chegou antes que houvéssemos começado."
« Ils sont plus nombreux que tu ne le crois. » — "Eles são mais numerosos do que você pensa."
Pode-se encontrar o ne expletivo em orações subordinadas finitas (nunca antes de um infinitivo). Ele é característico do uso literário, não do uso coloquial.
Os seguintes contextos permitem o emprego do ne expletivo:
- orações complementares de verbos que expressam medo ou aversão: craindre (temer), avoir peur (ter medo), empêcher (impedir), éviter (evitar)
- orações complementares de verbos que expressam dúvida ou negação: douter (duvidar), nier (negar)
- orações adverbiais introduzidas pelas seguintes expressões: avant que (antes de), à moins que (a menos que), de peur/crainte que (por medo de que)
- construções comparativas que expressam desigualdade: autre (outro), meilleur (melhor), plus fort (mais forte), moins intelligent (menos inteligente) etc.

## Sentenças existenciais
Em francês, o equivalente do verbo português "haver" no sentido de existir é expressado por il y a, literalmente "ele lá há". O verbo pode ser conjugado para indicar tempo, mas sempre na terceira pessoa do singular. Por exemplo:
- « Il y a deux bergers et quinze moutons dans le pré. » - "Há dois pastores e quinze ovelhas na campina."
- « Il y aura beaucoup à manger. » - "Haverá bastante de comer."
- « Il y aurait deux morts et cinq blessés dans l'accident. » - "Haveria dois mortos e cinco feridos no acidente."
- « Il n'y avait personne chez les Martin. » - "Não havia ninguém na casa da família Martin."

Essa construção também se usa para expressar a passagem do tempo desde algum acontecimento, assim como "haver" em português:
- « Je l'ai vu il y a deux jours. » - "Eu o vi há dois dias."
- « Il y avait longtemps que je ne l'avais pas vu. » - "Fazia um longo tempo sem que eu o houvesse visto."
- « Le langage d’il y a cent ans est très différent de celui d’aujourd’hui. » - "A linguagem de cem anos atrás é muito diferente da de hoje."

Na linguagem informal, o pronome impessoal il costuma ser ignorado, como se pode ver em:
- Y a deux bergers et quinze moutons dans le pré.
- Y aura beaucoup à manger.
- Y avait personne chez les Martin.
- Je l'ai vu y a deux jours.

## Ordem das palavras
Os componentes de uma oração declarativa normalmente se arranjam na seguinte ordem (nem todos os componentes são obrigatórios):
1. Advérbio(s)
2. Sujeito
3. Ne (normalmente uma marca de negação, embora tenha alguns outros usos)
4. Pronome objetivo direto da primeira ou da segunda pessoa, ou pronome reflexivo da terceira pessoa (me, te, nous, vous, se)
5. Pronome objetivo direto da terceira pessoa (le, la, les)
6. Pronome objetivo indireto de terceira pessoa (lui, leur)
7. Pronome y
8. Pronome en
9. Verbo finito (pode ser um auxiliar)
10. Advérbio(s)
11. Pronome rien (quando não estiver na posição de sujeito)
12. Verbo principal (caso o verbo finito seja auxiliar)
13. Advérbio(s) e objeto(s)

Portanto, como em português, a ordem básica é Sujeito Verbo Objeto (Je lisais un livre, "Eu lia um livro"), sendo que a ordem muda para Sujeito Objeto Verbo se o objeto for um pronome (Je le lisais, "Eu o lia"). Alguns tipos de sentenças permitem ou requerem uma ordem diferente. Por exemplo, algumas locuções adverbiais localizadas no início da sentença causam a inversão do sujeito pronominal: Peut-être est-elle partie ("Pode ser que ela haja partido").
A ordenação da sentença pode indicar diversos registros. Por exemplo, fazendo-se a inversão dos sujeitos nominais em orações subordinadas relativas:
- Padrão: « C'est le livre que mon cousin lui a donné. » — "É o livro que meu primo lhe deu". — Oração principal Objeto direto Sujeito Objeto indireto Verbo.
- Mais formal: « C'est le livre que lui a donné mon cousin. » — "É o livro que lhe deu meu primo". — Oração principal Objeto direto Objeto indireto Verbo Sujeito